# Tomáš Miklica
Tomáš Miklica je český novinář a spisovatel. Primárně kulturní publicistice se věnuje v Deníku N, publikoval v časopisech Respekt, Reflex či Reportér. Byl autorem projektu Google poezie, jeho knižní verze i výstavy v Krajské vědecké knihovně v Liberci. V roce 2023 mu v nakladatelství CPress vyšla debutová novela Polistopad.

## Dílo
- Google poezie: Básně z vyhledávače, ISBN 9788088049111
- Radek Štěpánek - český lev, ISBN 9788075970503
- Google poezie: Psáno našeptávačem, ISBN 9788088049968
- Polistopad, ISBN 9788026445456